# Championnats panaméricains d'haltérophilie
Les Championnats panaméricains d'haltérophilie sont la compétition annuelle organisée par la Fédération panaméricaine d'haltérophilie (PAWF) qui désigne un champion panaméricain (Amérique du Nord, Amérique centrale, Amérique du Sud et Caraïbes) pour chaque catégorie de poids.

## Éditions
| #  | Année | Pays                   | Ville                  |
| -- | ----- | ---------------------- | ---------------------- |
| 1  | 2001  | République dominicaine | Saint-Domingue         |
| 2  | 2002  | Venezuela              | Barquisimeto           |
| 3  | 2004  | Colombie               | Cali                   |
| 4  | 2005  | États-Unis             | Shreveport (Louisiane) |
| 5  | 2006  | Guatemala              | Ciudad de Guatemala    |
| 6  | 2008  | Pérou                  | Callao                 |
| 7  | 2009  | États-Unis             | Chicago (Illinois)     |
| 8  | 2010  | Guatemala              | Ciudad de Guatemala    |
| 9  | 2012  | Guatemala              | Antigua Guatemala      |
| 10 | 2013  | Venezuela              | Isla de Margarita      |
| 11 | 2014  | République dominicaine | Saint-Domingue         |
| 12 | 2016  | Colombie               | Carthagène             |
| 13 | 2017  | États-Unis             | Miami (Floride)        |
| 14 | 2018  | République dominicaine | Saint-Domingue         |
| 15 | 2019  | Guatemala              | Ciudad de Guatemala    |
| 16 | 2020  | République dominicaine | Saint-Domingue         |
| 17 | 2021  | Équateur               | Guayaquil              |
| 18 | 2022  | Colombie               | Bogotá                 |
| 19 | 2023  | Argentine              | Bariloche              |